# Eriogonum alexanderae
Eriogonum alexanderae är en slideväxtart som först beskrevs av James Lauritz Reveal, och fick sitt nu gällande namn av Grady & Reveal. Eriogonum alexanderae ingår i släktet Eriogonum och familjen slideväxter. Inga underarter finns listade i Catalogue of Life.